# Consistório Ordinário Público de 1959
Em 14 de dezembro de 1959 Papa João XXIII criou oito novos cardeais. Os novos purpurados foram: 

## Cardeais Eleitores
| Nº       | País               | Nome                                     | Idade    | Cargo                                                   | Título ou Diaconia                                         |
| Cardeais | Cardeais           | Cardeais                                 | Cardeais | Cardeais                                                | Cardeais                                                   |
| -------- | ------------------ | ---------------------------------------- | -------- | ------------------------------------------------------- | ---------------------------------------------------------- |
| 1        | Itália             | Paolo Marella                            | 64       | núncio apostólico na França                             | Cardeal-presbítero de Santo André do Fratte                |
| 2        | Itália             | Gustavo Testa                            | 73       | núncio apostólico na Suíça                              | Cardeal-presbítero de São Jerônimo dos Croatas             |
| 3        | Estados Unidos     | Aloisius Joseph Muench                   | 70       | arcebispo-bispo de Fargo                                | Cardeal-presbítero de São Bernardo nas Termas Dioclecianas |
| 4        | Estados Unidos     | Albert Gregory Meyer                     | 56       | arcebispo de Chicago                                    | Cardeal-presbítero de Santa Cecília                        |
| 5        | Espanha            | Arcadio María Larraona Saralegui, C.M.F. | 72       | secretário da S.C. dos Religiosos                       | Cardeal-diácono de Santos Biagio e Carlo em Catinari       |
| 6        | Itália             | Francesco Morano                         | 87       | secretário do Supremo Tribunal da Assinatura Apostólica | Cardeal-diácono de Santos Cosme e Damião                   |
| 7        | Inglaterra         | William Theodore Heard                   | 75       | decano da Rota Romana                                   | Cardeal-diácono de São Teodoro                             |
| 8        | Alemanha Ocidental | Agostinho Bea, S.J.                      | 78       | Presbítero da Companhia de Jesus                        | Cardeal-diácono de São Saba                                |

## Link Externo
- «Catholic Hierarchy» (em inglês)